# Méthylarsonate réductase
La méthylarsonate réductase est une oxydoréductase qui catalyse la réaction :
CH3AsO3 + 2 glutathion réduit  {\displaystyle \rightleftharpoons }  CH3AsO2 + disulfure de glutathion + H2O.
Cette enzyme intervient dans la détoxication de l'arséniate AsO43– en acide cacodylique (CH3)2AsO2H.